# Pallavolo Scandicci Savino Del Bene 2019-2020
Questa voce raccoglie le informazioni riguardanti la Pallavolo Scandicci Savino Del Bene nelle competizioni ufficiali della stagione 2019-2020.

## Stagione
La stagione 2019-20 è per la Pallavolo Scandicci Savino Del Bene, col nome sponsorizzato di Savino Del Bene Scandicci, la sesta consecutiva in Serie A1. Sulla panchina viene chiamato Marco Mencarelli, sostituito a stagione in corso da Luca Cristofani; il mercato delle giocatrici vede tra gli arrivi quelli di Samantha Bricio, Elena Pietrini, Magdalena Stysiak, Marina Lubian e Lonneke Slöetjes, tra le partenze quelle di Valeria Caracuta, Isabelle Haak, Annie Mitchem, Elica Vasileva e Valentina Zago e tra le conferme quelle di Lucia Bosetti, Enrica Merlo e Jovana Stevanović.
Il campionato si apre con il successo in trasferta sul Casalmaggiore, a cui seguono, dopo la sconfitta inflitta dal Cuneo Granda, altre due vittorie: dopo una serie di risultati altalenanti, la Savino Del Bene chiude il girone di andata con quattro gare vinte consecutivamente e il quarto posto in classifica, qualificandosi per la Coppa Italia. Anche il girone di ritorno è costellato da risultati altalenanti; tuttavia, dopo aver disputato la gara valida per la ventesima giornata, il campionato viene prima sospeso e poi definitivamente interrotto a causa del diffondersi in Italia della pandemia di COVID-19: al momento dell'interruzione la squadra stazionava al quarto posto in classifica.
Il quarto posto in classifica al termine del girone di andata della Serie A1 2019-20 permette al club toscano di partecipare alla Coppa Italia: nei quarti di finale supera per 3-0 il Casalmaggiore, mentre nelle semifinali viene battuto ed eliminato con lo stesso risultato dall'Imoco.
Grazie ai risultati ottenuti nella stagione precedente, la Savino Del Bene, partecipa, per la seconda volta, alla Champions League; grazie al secondo posto nella fase a girone, ottenuto tramite cinque vittorie e una sola sconfitta, la squadra di Scandicci accede alla fase ad eliminazione diretta, incontrando nei quarti di finale l'Eczacıbaşı: tuttavia il diffondersi della pandemia di Covid-19 in Europa, porta all'interruzione della competizione prima della disputa delle gare.

## Organigramma societario
Area direttiva
- Presidente: Sergio Bazzurro

Area tecnica
- Allenatore: Marco Mencarelli (fino al 9 gennaio 2020), Luca Cristofani (dal 10 gennaio 2020)
- Allenatore in seconda: Marco Bracci (fino al 9 gennaio 2020), Stefano Micoli (dal 14 febbraio 2020)
- Assistente allenatore: Matteo Pilieci, Luca Rossini (dal 10 gennaio 2020)
- Scout man: Luca Nico

## Rosa
| N° | Nome                 | Ruolo | Data di nascita  | Nazionalità sportiva |
| -- | -------------------- | ----- | ---------------- | -------------------- |
| 1  | Giulia Carraro       | P     | 25 luglio 1994   | Italia               |
| 2  | Samantha Bricio      | S     | 22 novembre 1994 | Messico              |
| 3  | Magdalena Stysiak    | S/O   | 3 dicembre 2000  | Polonia              |
| 4  | Ofelia Malinov       | P     | 29 febbraio 1996 | Italia               |
| 5  | Adenízia da Silva    | C     | 18 dicembre 1986 | Brasile              |
| 6  | Agnieszka Kąkolewska | C     | 17 ottobre 1994  | Polonia              |
| 7  | Elena Pietrini       | S     | 17 marzo 2000    | Italia               |
| 8  | Enrica Merlo         | L     | 28 dicembre 1988 | Italia               |
| 9  | Marina Lubian        | C     | 11 aprile 2000   | Italia               |
| 10 | Lonneke Slöetjes     | O     | 15 novembre 1990 | Paesi Bassi          |
| 11 | Paola Cardullo       | L     | 18 marzo 1982    | Italia               |
| 12 | Beatrice Molinaro    | C     | 15 giugno 1995   | Italia               |
| 14 | Alexa Gray           | S     | 7 agosto 1994    | Canada               |
| 15 | Jovana Stevanović    | C     | 30 giugno 1992   | Serbia               |
| 16 | Lucia Bosetti        | S     | 9 luglio 1989    | Italia               |
| 18 | Dayana Kosareva      | S     | 24 agosto 1999   | Italia               |
| 19 | Bojana Milenković    | S     | 6 marzo 1997     | Serbia               |

## Mercato
| Acquisti | Acquisti             | Acquisti             | Acquisti   |
| R.       | Nome                 | da                   | Modalità   |
| -------- | -------------------- | -------------------- | ---------- |
| S        | Samantha Bricio      | Fenerbahçe           | definitivo |
| L        | Paola Cardullo       | Filottrano           | definitivo |
| P        | Giulia Carraro       | Bergamo              | definitivo |
| S        | Alexa Gray           | VolAlto Caserta      | definitivo |
| C        | Marina Lubian        | Club Italia          | definitivo |
| S        | Beatrice Molinaro    | Libertas Martignacco | definitivo |
| C        | Agnieszka Kąkolewska | Casalmaggiore        | definitivo |
| S        | Dayana Kosareva      | Helvia Recina        | definitivo |
| S        | Elena Pietrini       | Club Italia          | definitivo |
| O        | Lonneke Slöetjes     | VakıfBank            | definitivo |
| S/O      | Magdalena Stysiak    | Budowlani Łódź       | definitivo |

| Cessioni | Cessioni              | Cessioni          | Cessioni   |
| R.       | Nome                  | a                 | Modalità   |
| -------- | --------------------- | ----------------- | ---------- |
| L        | Veronica Bisconti     | Helvia Recina     | definitivo |
| P        | Valeria Caracuta      | Millenium Brescia | definitivo |
| C        | Adenízia da Silva     | Bauru             | definitivo |
| S/O      | Isabelle Haak         | VakıfBank         | definitivo |
| S        | Tat'jana Košeleva     | Guangdong Hengda  | definitivo |
| C        | Federica Mastrodicasa | Roma Club         | definitivo |
| C        | Alessia Mazzaro       | Chieri '76        | definitivo |
| S        | Bojana Milenković     | Altay             | definitivo |
| S        | Annie Mitchem         | Bergamo           | definitivo |
| S        | Valeria Papa          | Flamengo          | definitivo |
| S        | Elica Vasileva        | AGIL              | definitivo |
| S/O      | Valentina Zago        | Pinerolo          | definitivo |

## Risultati

### Serie A1

#### Girone di andata
| 1ª giornata - 13 ottobre 2019 PalaRadi, Cremona                   | Casalmaggiore         | 2 - 3 | Savino Del Bene   | 24-26, 25-22, 25-21, 30-32, 12-15 |
| 2ª giornata - 19 ottobre 2019 Palazzetto dello Sport, Scandicci   | Savino Del Bene       | 1 - 3 | Cuneo Granda      | 15-25, 22-25, 25-13, 22-25        |
| 3ª giornata - 27 ottobre 2019 Palazzetto dello sport, Bergamo     | Bergamo               | 2 - 3 | Savino Del Bene   | 25-16, 26-28, 25-23, 23-25, 11-15 |
| 4ª giornata - 31 ottobre 2019 Palazzetto dello Sport, Monza       | Pro Victoria          | 2 - 3 | Savino Del Bene   | 25-21, 25-23, 20-25, 14-25, 12-15 |
| 5ª giornata - 3 novembre 2019 Palazzetto dello Sport, Scandicci   | Savino Del Bene       | 2 - 3 | AGIL              | 19-25, 25-20, 25-22, 20-25, 16-18 |
| 6ª giornata - 10 novembre 2019 PalaMaddalene, Chieri              | Chieri '76            | 2 - 3 | Savino Del Bene   | 25-15, 19-25, 23-25, 25-20, 9-15  |
| 7ª giornata - 17 novembre 2019 Palazzetto dello Sport, Scandicci  | Savino Del Bene       | 3 - 0 | San Casciano      | 25-18, 25-17, 25-20               |
| 8ª giornata - 24 novembre 2019 PalaVerde, Villorba                | Imoco                 | 3 - 0 | Savino Del Bene   | 25-23, 25-10, 25-15               |
| 9ª giornata - 1º dicembre 2019 Palazzetto dello Sport, Scandicci  | Savino Del Bene       | 2 - 3 | UYBA              | 25-20, 20-25, 25-20, 19-25, 12-15 |
| 10ª giornata - 8 dicembre 2019 PalaEvangelisti, Perugia           | Wealth Planet Perugia | 1 - 3 | Savino Del Bene   | 14-25, 25-20, 25-27, 13-25        |
| 11ª giornata - 15 dicembre 2019 Palazzetto dello Sport, Scandicci | Savino Del Bene       | 3 - 0 | VolAlto Caserta   | 28-26, 25-23, 25-13               |
| 12ª giornata - 22 dicembre 2019 Palazzetto dello Sport, Scandicci | Savino Del Bene       | 3 - 0 | Millenium Brescia | 25-19, 25-21, 25-16               |
| 13ª giornata - 26 dicembre 2019 PalaTriccoli, Jesi                | Filottrano            | 0 - 3 | Savino Del Bene   | 18-25, 21-25, 17-25               |

#### Girone di ritorno
| 14ª giornata - 15 gennaio 2020 Palazzetto dello Sport, Scandicci  | Savino Del Bene   | 3 - 1 | Casalmaggiore         | 31-29, 25-22, 25-27, 25-23        |
| 15ª giornata - 19 gennaio 2020 PalaCastagnaretta, Cuneo           | Cuneo Granda      | 3 - 2 | Savino Del Bene       | 25-17, 15-25, 20-25, 28-26, 15-13 |
| 16ª giornata - 26 gennaio 2020 Palazzetto dello Sport, Scandicci  | Savino Del Bene   | 3 - 0 | Bergamo               | 25-16, 25-23, 25-13               |
| 17ª giornata - 9 febbraio 2020 Palazzetto dello Sport, Scandicci  | Savino Del Bene   | 2 - 3 | Pro Victoria          | 25-15, 21-25, 27-25, 23-25, 9-15  |
| 18ª giornata - 12 febbraio 2020 PalaTerdoppio, Novara             | AGIL              | 3 - 1 | Savino Del Bene       | 25-20, 25-16, 26-28, 25-13        |
| 19ª giornata - 16 febbraio 2020 Palazzetto dello Sport, Scandicci | Savino Del Bene   | 3 - 1 | Chieri '76            | 25-19, 25-22, 23-25, 25-20        |
| 20ª giornata - 23 febbraio 2020 Nelson Mandela Forum, Novara      | San Casciano      | 1 - 3 | Savino Del Bene       | 21-25, 31-29, 16-25, 14-25        |
| 21ª giornata - 1º aprile 2020 Palazzetto dello Sport, Scandicci   | Savino Del Bene   | -     | Imoco                 | annullata                         |
| 22ª giornata - 4 aprile 2020 PalaPiantanida, Busto Arsizio        | UYBA              | -     | Savino Del Bene       | annullata                         |
| 23ª giornata - 8 marzo 2020 Palazzetto dello Sport, Scandicci     | Savino Del Bene   | -     | Wealth Planet Perugia | annullata                         |
| 24ª giornata - 15 marzo 2020 PalaVignola, Caserta                 | VolAlto Caserta   | -     | Savino Del Bene       | annullata                         |
| 25ª giornata - 22 marzo 2020 PalaGeorge, Montichiari              | Millenium Brescia | -     | Savino Del Bene       | annullata                         |
| 26ª giornata - 28 marzo 2020 Palazzetto dello Sport, Scandicci    | Savino Del Bene   | -     | Filottrano            | annullata                         |

### Coppa Italia

#### Fase a eliminazione diretta
| Quarti di finale - 29 gennaio 2020 Palazzetto dello Sport, Scandicci | Savino Del Bene | 3 - 0 | Casalmaggiore   | 25-17, 25-22, 25-18 |
| Semifinali - 1º febbraio 2020 PalaPiantanida, Busto Arsizio          | Imoco           | 3 - 0 | Savino Del Bene | 25-15, 25-19, 25-23 |

### Champions League

#### Fase a gironi
| 1ª giornata - 20 novembre 2019 Vakifbank Spor Sarayi, Istanbul      | VakıfBank             | 2 - 3 | Savino Del Bene       | 21-25, 25-19, 25-13, 15-25, 11-15 |
| 2ª giornata - 27 novembre 2019 PalaMensSana, Siena                  | Savino Del Bene       | 3 - 1 | Lokomotiv Kaliningrad | 26-24, 23-25, 26-24, 25-21        |
| 3ª giornata - 18 dicembre 2019 PalaMensSana, Siena                  | Savino Del Bene       | 3 - 0 | Branik                | 25-16, 25-22, 25-16               |
| 4ª giornata - 22 gennaio 2020 Dvorec Sporta Jantarnyj, Kaliningrad  | Lokomotiv Kaliningrad | 2 - 3 | Savino Del Bene       | 17-25, 25-23, 21-25, 25-16, 12-15 |
| 5ª giornata - 5 febbraio 2020 PalaMensSana, Siena                   | Savino Del Bene       | 0 - 3 | VakıfBank             | 26-28, 19-25, 21-25               |
| 6ª giornata - 18 febbraio 2020 Športna Dvorana Ljudski Vrt, Maribor | Branik                | 1 - 3 | Savino Del Bene       | 25-23, 20-25, 20-25, 14-25        |

#### Fase a eliminazione diretta
| Quarti di finale (andata) - 4 marzo 2020 PalaMensSana, Siena                  | Savino Del Bene | - | Eczacıbaşı      | annullata |
| Quarti di finale (ritorno) - 11 marzo 2020 Burhan Felek Spor Salonu, Istanbul | Eczacıbaşı      | - | Savino Del Bene | annullata |

## Statistiche

### Statistiche di squadra
| Competizione     | Punti | In casa | In casa | In casa | In trasferta | In trasferta | In trasferta | Totale | Totale | Totale |
| Competizione     | Punti | G       | V       | P       | G            | V            | P            | G      | V      | P      |
| ---------------- | ----- | ------- | ------- | ------- | ------------ | ------------ | ------------ | ------ | ------ | ------ |
| Serie A1         | 39    | 10      | 6       | 4       | 10           | 7            | 3            | 20     | 13     | 7      |
| Coppa Italia     | -     | 1       | 1       | 0       | -            | -            | -            | 2      | 1      | 1      |
| Champions League | 13    | 3       | 2       | 1       | 3            | 3            | 0            | 6      | 5      | 1      |
| Totale           | -     | 14      | 9       | 5       | 13           | 10           | 3            | 28     | 19     | 9      |

G = partite giocate; V = partite vinte; P = partite perse

### Statistiche dei giocatori
| Giocatore     | Serie A1 | Serie A1 | Serie A1 | Serie A1 | Serie A1 | Coppa Italia | Coppa Italia | Coppa Italia | Coppa Italia | Coppa Italia | Champions League | Champions League | Champions League | Champions League | Champions League | Totale | Totale | Totale | Totale | Totale |
| Giocatore     | P        | PT       | AV       | MV       | BV       | P            | PT           | AV           | MV           | BV           | P                | PT               | AV               | MV               | BV               | P      | PT     | AV     | MV     | BV     |
| ------------- | -------- | -------- | -------- | -------- | -------- | ------------ | ------------ | ------------ | ------------ | ------------ | ---------------- | ---------------- | ---------------- | ---------------- | ---------------- | ------ | ------ | ------ | ------ | ------ |
| L. Bosetti    | 7        | 9        | 7        | 2        | 0        | -            | -            | -            | -            | -            | 0                | 0                | 0                | 0                | 0                | 7      | 9      | 7      | 2      | 0      |
| S. Bricio     | 19       | 221      | 189      | 14       | 18       | 2            | 20           | 17           | 1            | 2            | 6                | 63               | 54               | 4                | 5                | 27     | 304    | 260    | 19     | 25     |
| P. Cardullo   | 8        | 0        | 0        | 0        | 0        | 2            | 0            | 0            | 0            | 0            | 3                | 0                | 0                | 0                | 0                | 13     | 0      | 0      | 0      | 0      |
| G. Carraro    | 17       | 6        | 1        | 3        | 2        | 2            | 0            | 0            | 0            | 0            | 5                | 1                | 0                | 0                | 1                | 24     | 7      | 1      | 3      | 3      |
| A. da Silva   | 0        | 0        | 0        | 0        | 0        | -            | -            | -            | -            | -            | 1                | 7                | 6                | 1                | 0                | 1      | 7      | 6      | 1      | 0      |
| A. Gray       | 4        | 8        | 7        | 1        | 0        | 2            | 2            | 2            | 0            | 0            | 2                | 19               | 16               | 3                | 0                | 8      | 29     | 25     | 4      | 0      |
| A. Kąkolewska | 17       | 95       | 61       | 28       | 6        | 1            | 7            | 5            | 1            | 1            | 4                | 23               | 12               | 10               | 1                | 22     | 125    | 78     | 39     | 8      |
| D. Kosareva   | 0        | 0        | 0        | 0        | 0        | 0            | 0            | 0            | 0            | 0            | 1                | 0                | 0                | 0                | 0                | 1      | 0      | 0      | 0      | 0      |
| M. Lubian     | 16       | 135      | 99       | 26       | 10       | 2            | 10           | 7            | 3            | 0            | 3                | 33               | 24               | 8                | 1                | 21     | 178    | 130    | 37     | 11     |
| O. Malinov    | 20       | 60       | 34       | 18       | 8        | 2            | 3            | 2            | 1            | 0            | 6                | 20               | 12               | 7                | 1                | 28     | 83     | 48     | 26     | 9      |
| E. Merlo      | 20       | 0        | 0        | 0        | 0        | 2            | 0            | 0            | 0            | 0            | 6                | 0                | 0                | 0                | 0                | 28     | 0      | 0      | 0      | 0      |
| B. Milenković | 9        | 24       | 17       | 4        | 3        | 0            | 0            | 0            | 0            | 0            | 3                | 5                | 4                | 1                | 0                | 12     | 29     | 21     | 5      | 3      |
| B. Molinaro   | 0        | 0        | 0        | 0        | 0        | 0            | 0            | 0            | 0            | 0            | 1                | 1                | 0                | 0                | 1                | 1      | 1      | 0      | 0      | 1      |
| E. Pietrini   | 20       | 256      | 219      | 22       | 15       | 2            | 20           | 15           | 4            | 1            | 6                | 58               | 45               | 10               | 3                | 28     | 334    | 279    | 36     | 19     |
| L. Slöetjes   | 18       | 179      | 163      | 11       | 5        | 1            | 1            | 1            | 0            | 0            | 5                | 50               | 40               | 5                | 5                | 24     | 230    | 204    | 16     | 10     |
| J. Stevanović | 20       | 190      | 131      | 51       | 8        | 2            | 8            | 8            | 0            | 0            | 6                | 59               | 34               | 22               | 3                | 28     | 257    | 173    | 73     | 11     |
| M. Stysiak    | 18       | 221      | 178      | 24       | 19       | 2            | 19           | 13           | 4            | 2            | 4                | 60               | 48               | 3                | 9                | 24     | 300    | 239    | 31     | 30     |

P = presenze; PT = punti totali; AV = attacchi vincenti; MV = muri vincenti; BV = battute vincenti